# Brunei tại Đại hội Thể thao Đông Nam Á 2007
Brunei sẽ tham dự Đại hội Thể thao Đông Nam Á 2007 tại thành phố Nakhon Ratchasima, Thái Lan từ ngày 6 đến ngày 16 tháng 12 năm 2007.

## Thành tích

### Bảng huy chương
|      | Môn             | Vàng | Bạc | Đồng | Tổng |
| ---- | --------------- | ---- | --- | ---- | ---- |
| 1.   | Bóng gỗ trên cỏ | 1    | 0   | 1    | 2    |
| 2.   | Pencak Silat    | 0    | 1   | 0    | 1    |
| 3.   | Đấu kiếm        | 0    | 0   | 1    | 1    |
| =.   | Điền kinh       | 0    | 0   | 1    | 1    |
| =.   | Karate          | 0    | 0   | 1    | 1    |
| Tổng | Tổng            | 1    | 1   | 4    | 6    |

### Vàng

- Bóng gỗ trên cỏ
  - Đơn nam: Hj Naim Brahim

### Bạc
- Pencak Silat
  - Tunggal nữ: Haji Raya Norleyermay

### Đồng
- Bóng gỗ trên cỏ
  - Đôi nam: Md Salleh Awang Hitam, Mohd Israt

- Đấu kiếm

  - Kiếm chém đồng đội nam: Hj Abdul Hamid Mohd Yunus, Hj Kassim Huzaimi, Mohd Roalee Khairul Quddus, Pg. Hj Azahari Ak.Md Shah Al M.
- Điền kinh
  - Ném đĩa nam: Yusof Mohammad Yazid Yatimi
- Karate
  - Dưới 48 kg nữ: Haji Tengah Masdiana